# Busy Signal

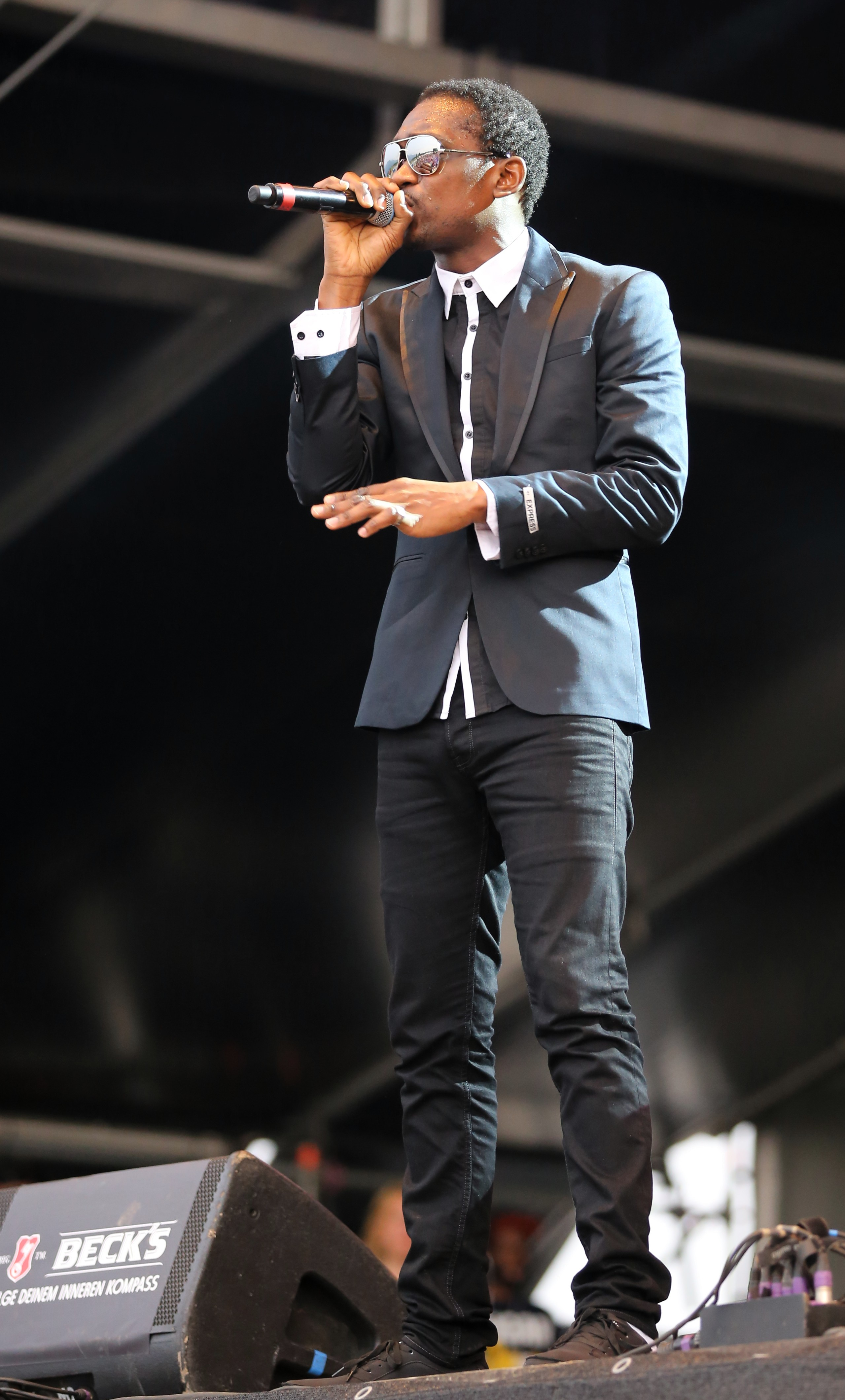
Busy Signal auf dem Chiemsee Reggae Summer 2013

Busy Signal (bürgerlich Glendale Goshia Gordon; * 24. Januar 1982 in St. Ann, Jamaika) ist ein jamaikanischer Reggae- und Dancehall-Künstler.

## Leben
Glendale Goshia Gordon wuchs in Tivoli Gardens, einem Stadtteil von Kingston auf.
Bekannt wurde er unter seinem Künstlernamen Busy Signal mit seiner ersten Single Step Out, die im Jahre 2005 zu den bekanntesten Dancehall-Liedern gehörte. Ein Musikvideo zum Lied erschien kurze Zeit später. Sein gleichnamiges Debütalbum wurde am 27. Juli 2008 auf Greensleeves Records veröffentlicht.
Den Künstlernamen Busy Signal („busy signal“ englisch für den Besetztton beim Telefonieren) erhielt er von seinen Freunden, da er ständig beschäftigt ist.
2005 und 2008 brachte Busy Signal seine wohl bekanntesten Lieder heraus. Diese sind Jail, Badman Place (mit Mavado), Tic Toc und Unknown Number. Am 22. September 2008 veröffentlichte Busy Signal auf VP Records sein zweites Musikalbum Loaded, welches eine Sammlung seiner bekanntesten Liedern, aber auch völlig neue, nie gehörte Lieder beinhaltet.
Auf seinem Album Reggae Music Again kombiniert Busy Signal 70er-Jahre-Roots-Reggae, sphärische Dub-Experimente, klassischen Lovers Rock und geschmeidigen Rub-A-Dub mit aktuellen Deejay-Styles. Auf dem Album finden sich Wortspiele, die sich an die „Generation Facebook“ richten. Neben eindeutigen Reminiszenzen an eine Zeit, als Jamaika noch mit einem sorgenfreien Leben assoziiert wurde (Reggae Music Again) bezieht sich Busy Signal mit Beschreibungen vom grimmigen Alltag auf seinem am 24. April 2012  auf VP Records erschienenen Album immer wieder auf die heutige Zeit.
Busy Signal ist auch einer der bekanntesten Künstler, neben Mavado, in der von Bounty Killer gegründeten Alliance, einer Gruppe von Dancehall-Künstlern.
Busy Signal wurde am 19. Juni 2012 an die USA ausgeliefert, nachdem er bei seiner Rückkehr von einer Europa-Tournee am  Norman Manley International Airport in Kingston verhaftet und den Behörden der Vereinigten Staaten übergeben worden war. Glendale Goshia Gordon, wie Busy Signal mit bürgerlichem Namen heißt, war im Jahr 2002, noch vor Beginn seiner Musiker-Karriere, aus Minnesota geflohen, um sich einem Prozess wegen Kokainhandels zu entziehen. Der Entertainer hatte Kaution gestellt und sich einer elektronischen Fußfessel entledigt, bevor er nach Jamaika geflohen war, wo er seither unter dem falschen Namen Reanno Devon Gordon lebte. Nachdem er Ende 2012 eine 6-monatige Haft in den USA abgesessen hatte, kehrte er nach Jamaika zurück.

## Diskografie
Alben
- 2006: Step Out
- 2008: Loaded
- 2008: Holding Firm
- 2010: D.O.B.
- 2012: Reggae music again
- 2012: Reggae dubb'n again

Singles
- 2003: Step Out
- 2008: Tic Toc
- 2012: Come Shock Out
- 2013: Why I Sing
- 2013: Watch Out For This (Bumaye) (Major Lazer featuring Busy Signal, the Flexican & FS Green)